# Femelslag

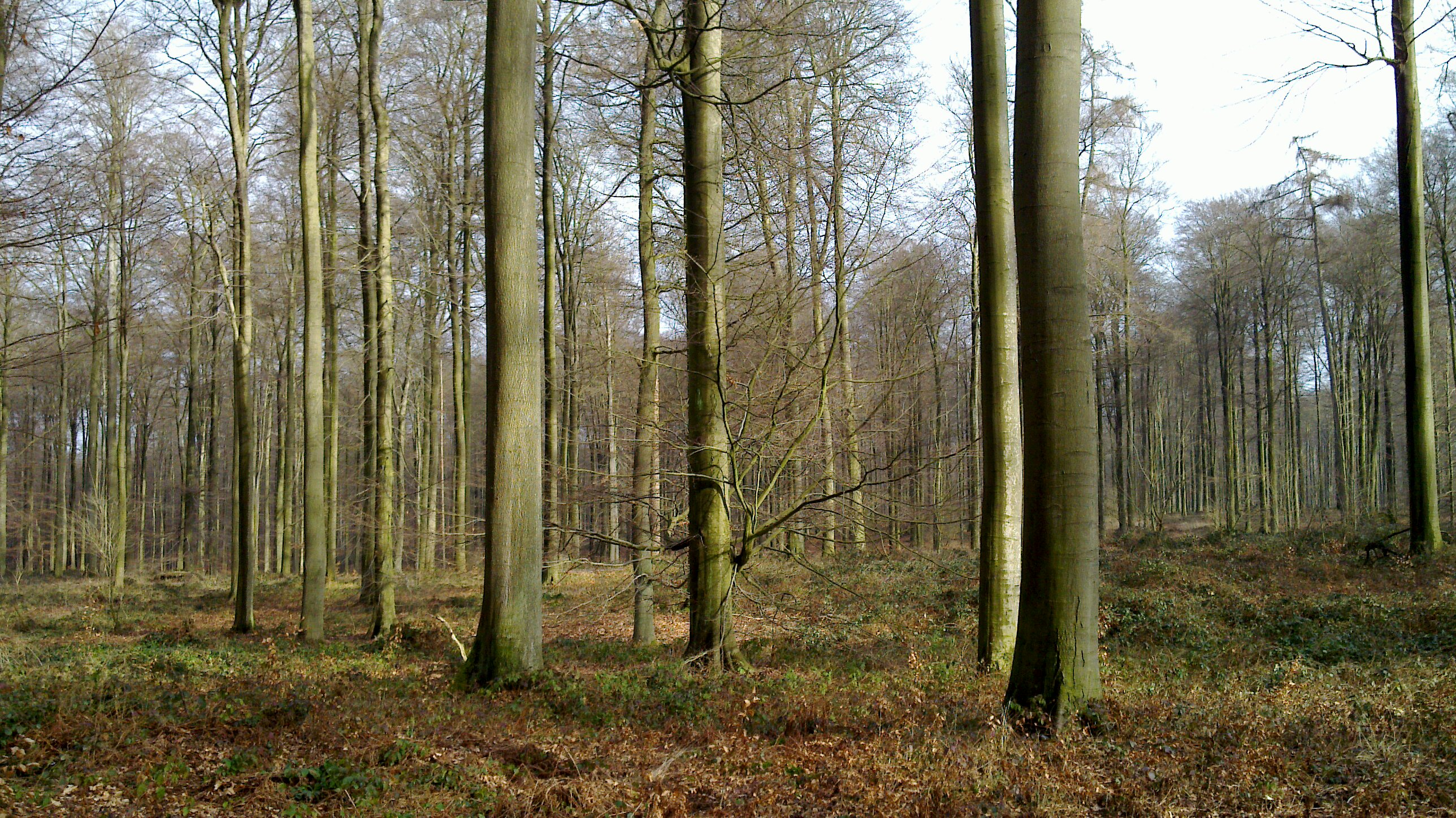
Een open plek door femelslag, in het Zoniënwoud (België)

Femelslag of femelkap is een wijze van houtoogst in bossen waarbij steeds kleine groepen bomen worden uitgekapt, zodat niet (zoals bij complete kaalslag) het hele bosecosysteem vernietigd wordt. Een productiebos dat wordt beheerd met femelslag wordt een femelbos genoemd.
Femelslag wordt vaak gebruikt om bestaande monoculturen uit te dunnen, waarna op de vrijgekomen plaatsen in het bos nieuwe boomsoorten geplant worden. Het doel hiervan is om een bos te verkrijgen met meer diversiteit in soorten en leeftijden van bomen. 
Femelslag is een relatief zeldzame beheermethode.